# Lema lui Carathéodory (termodinamică)
Lema lui Carathéodory este un element important în construcția entropiei ca funcție de stare, pornind de la principiul al doilea al termodinamicii. Ea arată cum se poate obține din expresia diferențială a căldurii o familie de suprafețe în spațiul parametrilor sistemului, de-a lungul cărora entropia este constantă.
Demonstrația acestei Leme a fost multă vreme socotită un obstacol dificil în expunerea termodinamicii după Carathéodory. Datorită însă atât eleganței prezentării care se obține astfel, cât și a relativei celebrități a disputei asupra ei, merită „osteneala” de a se urmări demonstrația. În cele ce urmează, pentru definițiile unor termeni se face referire la articolul principal asupra acestei probleme.
În formularea lui Carathéodory, principiul al doilea este:
(P2) În orice vecinătate a oricărei stări de echilibru σ a unui sistem simplu există stări de echilibru care sunt inaccesibile prin procese adiabatice pornind de la σ.
Pentru construcția suprafețelor de entropie constantă, se folosește o versiune mai restrânsă (P2') a principiului (P2), în care ne mărginim la procese adiabatice cvasistatice (reversibile). 
Cantitatea de căldură transmisă într-un proces cvasistatic unui sistem simplu Σ este dată de 1-forma diferențială:
unde Y0 ≠ 0 în întregul domeniul de interes, x0, x1, ... ,xn sunt parametrii (negeometric și geometrici) care descriu complet starea sistemului, iar Y0, Y1, ... , Yn sunt funcții cel puțin de clasă C1 de acești parametri. Forma DQ se zice că este integrabilă dacă există funcții F(x0, x1, ... ) și μ(x0, x1, ... ) ≠ 0 astfel încât
In continuare, presupunem că (P2') este adevărată pentru toate stările σ descrise de n+1 parametri dintr-un domeniu D=D0XDg suficient de mare din Rn+1, cu D0 un interval din R și Dg din Rn. Ipoteza că sistemul este simplu înseamnă că există un proces adiabatic cvasistatic prin care putem atinge orice punct (x1f, x2f,...xnf) din Dg  pornind de la orice stare σ cu parametri (xoi, x1i, ... xni) în D. În mod explicit, dacă unim două puncte Pi,Pf din Dg printr-o curbă oarecare Γ: (x1(t), x2(t),..., xn(t); 0 ≤ t ≤1) cuprinsă în Dg, putem rezolva ecuația diferențială pentru x0(t) dată de condiția DQ=0, pentru valori inițiale x0(0) astfel încât (x0(0),Pi) este în D și putem prelungi soluția de-a lungul lui Γ până la Pf.
Lema lui Carathéodory este:
DQ este integrabilă dacă și numai dacă condiția (P2') este adevărată.
Condiția (P2') este evident necesară: dacă DQ este integrabilă, atunci curbele reprezentând adiabate cvasistatice sunt cuprinse în suprafețele F = const. Dar punctele suprafețelor F = C, F = C + δC pot fi oricât de aproape unul de celălalt, fără să le putem uni printr-o curbă adiabatică.
Pentru demonstrația suficienței condiției (P2'), considerăm întâi un șir de puncte {Qk} care tinde către un punct de referință P0(x00, x10, x20, ...), și astfel încât Qk sunt inaccesibile adiabatic din P0. Construim planul de dimensiune 2 care trece prin P0, conține linia L : x1 = x10, ... , xn = xn0 și prin punctul Qk(x0k, x1k, ... xnk). Pentru acest plan: x0 = s + t(x0k - x0), x1 = t(x1k -x10), ... xn = t(xnk - xn0),s, t ε R. Căutăm soluția ecuației DQ = 0 conținută în acest plan și trecând prin Qk; deoarece Y0(P0) ≠ 0, soluția acestei ecuații poate fi prelungită până la linia L. Repetând această construcție pentru puncte Qk care tind către P0, punctele de intersecție cu linia L tind și ele către P0. Datorită condiției (P2') aceste puncte de intersecție nu pot fi atinse (la fel ca și punctele Qk) prin soluții ale lui DQ = 0 trecând prin P0. Deci, putem întotdeauna înlocui șirul {Qk} de puncte inaccesibile cu un șir (pe care îl denumim tot {Qk}) aflat pe linia L; aceasta este valabil pentru orice alegere a punctului P0 în domeniul în care Y0 ≠ 0.

Pentru demonstraţia Lemei lui Carathéodory

Considerăm acum o soluție o soluție a lui DQ=0 care trece prin P0 (cu condiția x0(xn0) = x00) și pe care o prelungim până într-un punct M(x0f, x1f, x2f, ... , xnf)de-a lungul unui drum arbitrar (de clasă C1) Γ: x1(xn), x2(xn), ... xn-1(xn) în Dg. Imaginăm acum o deformare continuă a lui Γ în Rn, păstrând capetele  (x10,x20,...xn0) și (x1f,x2f,...xnf) fixe. Afirmăm că toate soluțiile corespunzătoare x0(Γ,xn) satisfac x0(Γ,xnf) = x0f, adică trec toate prin M. Într-adevăr, să presupunem că am obține și alte valori ale lui x0f, adică alte intersecții cu linia L(M) (care trece prin M), de exemplu un punct M'  când rezolvăm ecuația diferențială corespunzătoare unei curbe Γ'. Considerăm atunci o familie uniparametrică {Γ"ε, 0≤ε≤1}de curbe reprezentând deformarea lui Γ' în Γ: soluțiile ecuațiilor diferențiale corespunzătoare depind continuu de ε, și deci valorile x0(xnf) umplu întreg intervalul MM' . Dar aceasta contrazice proprietatea (P2') pentru puncte interioare segmentului MM' (vezi Figura); într-adevăr, putem să unim oricare două puncte M1, M2 în MM' , oricât de apropiate, prin soluții ale lui DQ = 0 mergând din M1 în P0 și apoi din P0 în M2. Deci ipoteza că M ≠ M'  este incompatibilă cu (P2') și toate soluțiile trec prin M.
În consecință, fiecărui punct (x1f, x2f, ... , xnf) într-un domeniu din Rn îi corespunde o singură valoare x0f prin care trec toate soluțiile lui DQ = 0 care trec și prin P0. Atunci când parametrii (x1f, ... , xnf) variază într-un domeniu din Rn, punctul (x0f, x1f, ... , xnf) descrie o suprafață în Rn+1, a cărei ecuație o scriem  F(x0, x1, ... , xn) = const.  Toate soluțiile ecuației DQ = 0 care trec prin P0 sunt conținute în această suprafață, prin argumentul de mai sus. Toate aceste soluții sunt ortogonale pe vectorul (Y0, Y1, ... , Yn). Acest vector este deci în fiecare punct al suprafeței proporțional cu normala (∂F/∂x0, ∂F/∂x1, ... , ∂F/∂xn). Raportul de proporționalitate, care depinde de punct, este factorul integrant μ(x0, x1, x2, ... , xn). Cu aceasta, am stabilit Lema lui Carathéodory și putem deci scrie:

## Comentarii
Prin această Lemă se pun în evidență în spațiul parametrilor (x0, x1, x2, ... , xn) suprafețele de entropie constantă, de-a lungul cărora DQ = 0. Funcția F nu este încă entropia "obișnuită", ci numai o funcție de ea, încă neprecizată. (vezi articolul principal)
Argumentația de mai sus se sprijină pe expunerea din . În anii 1949 - 1953 H. A. Buchdahl a oferit alte demonstrații, sau folosind teoreme generale de integrabilitate, sau arătând că, dacă DQ nu este integrabilă, atunci (P2') este falsă și orice punct din vecinătatea lui P0 este accesibil adiabatic. Există și posibilitatea de a deduce direct din alte formulări ale principiului al doilea existența suprafețelor de entropie constantă.